# Montreal HC

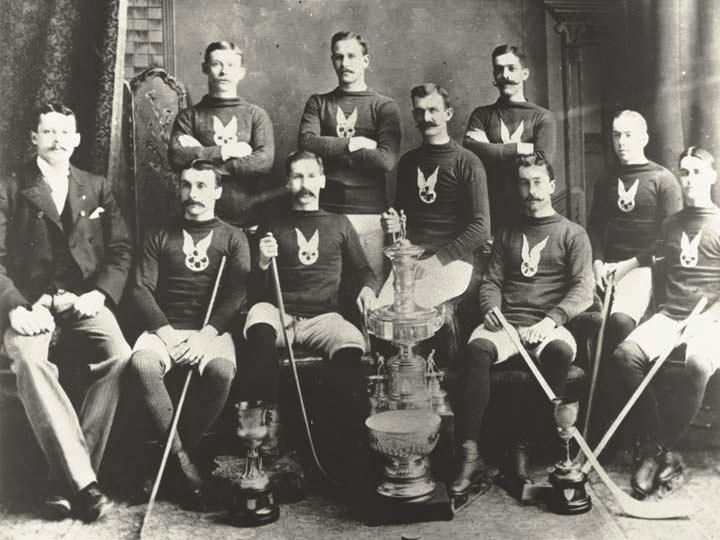
Montreal HC med Stanley Cup 1893.

Montreal Hockey Club, eller Montréal AAA,  från Montréal, Québec, var en amatörishockeyklubb, startad 1884. Den var ansluten till Montreal Amateur Athletic Association, och använde sig av MAAA:s logotyp, ett bevingat hjul. Laget är framför allt känt för att vara det första laget som vann Stanley Cup 1893. Laget vann även Stanley Cup 1894, 1902 och 1903.
Åren 1899–1908 spelade klubben i Canadian Amateur Hockey League och Eastern Canada Amateur Hockey Association.
1932 lämnade klubben  MAAA och blev Montreal Royals, och senare ett halvprofessionellt lag i Quebec Senior Hockey League.

### Fotnoter
1. ↑  "Hockey. Formation of the Montreal Hockey Club" Montreal Gazette. 7 februari, 1916 (sid. 8).
2. ↑  Farrell, Arthur (1899). Hockey: Canada's Royal Winter Game. sid. 51
3. ↑  The Metropolitan – 13 april 1895
4. ↑  Stanley Cup Champions and Finalists nhl.com